# 令和元年台風第10号
令和元年台風第10号（れいわがんねんたいふうだい10ごう、アジア名: クローサ/Krosa、命名: カンボジア、意味: ツル）は、2019年8月6日に発生した台風。マリアナ諸島で発生し、北西に進み小笠原諸島近海でほとんど停滞しながら発達し一時は「非常に強い」勢力となったものの、その後は勢力を弱めながら日本に接近、広島県に上陸した。

## 進路・状態等の経過
| 進路図 |  | 風速・気圧・移動速度の推移 |
| 進路図 |  | 風速・気圧・移動速度の推移 |

8月4日頃に形成した熱帯擾乱に、合同台風警報センター（JTWC）は5日22時30分（協定世界時5日13時30分）に熱帯低気圧形成警報（TCFA）を発した。熱帯擾乱は5日9時にマリアナ諸島で熱帯低気圧に発達し、JTWCは6日6時（協定世界時5日21時）に熱帯低気圧番号11Wを付番した。11Wは6日15時にマリアナ諸島の北緯18度30分、東経142度50分で台風となり、アジア名クローサ（Krosa）と命名された。発生時点で「大型」の台風であった。
台風ははじめマリアナ諸島近海を北西に進んでいたが、8日頃から11日頃にかけて小笠原諸島近海でほとんど停滞し、8日15時には勢力のピークを迎えた。その後は徐々に勢力を落とし、11日の昼頃から台風は再び北西に進み始めたものの衰弱した。暴風域が消滅した12日15時には平成29年台風第21号以来の「超大型」の台風となったが、14日03時には強風域が縮小して「大型」の台風に戻りつつ再発達。
勢力は弱まったものの太平洋沿岸においては風が強まり、高知県の室戸岬では8月15日8時に最大瞬間風速41.1メートルを観測した。中国地方を暴風域に巻き込みながら豊後水道を北上した10号は8月15日11時過ぎ、愛媛県佐田岬半島を通過した。その後も北上した10号は同日15時頃、広島県呉市付近に上陸した。その後台風は日本海に抜け、日本海を北上、16日21時に北海道の西の北緯43度、東経138度で温帯低気圧に変わった。
台風が広島県に上陸したのは、1990年の台風14号以来29年ぶりであった。

## 被害・影響
2019年8月20日17時30分現在の総務省消防庁による集計。
- 人的被害59人（死者2人、重傷7人、軽傷50人）
- 住家被害20棟（全壊1棟、一部破損13棟、床上浸水1棟、床下浸水5棟）
- 非住家被害2棟

### 交通機関
8月15日、山陽新幹線は新大阪駅 - 小倉駅間で終日運休、東海道新幹線は山陽新幹線との乗り入れを中止し上下55本を運休にした。九州新幹線は始発から運転本数を減らし、山陽新幹線との直通運転を取りやめた。
在来線では、15日に京阪神地区を発着する特急列車約190本が運休となった。中国地方では岡山県、広島県、山口県で終日運休、JR四国管内では瀬戸大橋線を含む全線で終日運休となったほか、北陸・京阪神を含む近畿・四国・九州の多くの路線で終日運休となった。翌16日はJR北海道管内の一部の線区で終日運休となった。

### イベントなどへの影響
- 開催中の第101回全国高等学校野球選手権大会は8月15日の全試合を中止、予定されていた試合は翌16日に順延となった[17]。この為、終戦の日である同日正午の黙祷は行われなかった。
- 徳島市の夏の風物詩として知られる「徳島市阿波おどり」は8月14日・15日の開催が中止され、2019年は8月12日・13日の2日間しか開催されず閉幕した[18]。
- 8月15日に開催が予定されていた乃木坂46真夏の全国ツアー大阪公演の2日目は、本台風の接近を理由に中止された。乃木坂46の公演が中止されたのは初めてであった。
- 8月16日に開催予定だった「SUMMER SONIC 2019」初日公演のうち、大阪会場の一部アーティストが出演予定の時間までにステージ設営が間に合わないことにより出演中止となったほか、東京会場でも強風によりBEACH STAGEエリアでのライブが中止となった。
- 8月16日に開催予定だった「RISING SUN ROCK FESTIVAL 2019 in EZO」初日公演が台風接近により開催を中止した。